# Calamagrostis sachalinensis
Calamagrostis sachalinensis là một loài thực vật có hoa trong họ Hòa thảo. Loài này được F.Schmidt mô tả khoa học đầu tiên năm 1868.